# Стариненки
Стариненки — деревня в Краснинском районе Смоленской области России. Входит в состав Красновского сельского поселения. Население — 3 жителя (2007 год). 
Расположена в западной части области в 26 км к северо-западу от Красного, в 2,5 км севернее автодороги М1 «Беларусь», на берегу реки Лимна. В 4,5 км юго-западнее деревни расположена железнодорожная станция Красное на линии Москва — Минск. 

## История
В годы Великой Отечественной войны деревня была оккупирована гитлеровскими войсками в июле 1941 года, освобождена в сентябре 1943 года.